# Onno Elderenbosch

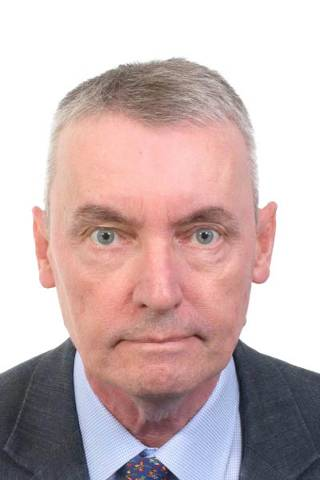
Onno Elderenbosch

Onno Frederik Godenoul Elderenbosch ist ein niederländischer Diplomat.

## Biographie

### Ausbildung
Elderenbosch besuchte ein Gymnasium in Amersfoort, bevor er an die Universität Utrecht wechselte, wo er Jura studierte. Sein Rechtsstudium schloss er 1976 ab. Ein weiteres Jahr studierte er am Institut Européen des Hautes Etudes Internationales der Universität Nizza.

### Eintritt in den diplomatischen Dienst
Von 1996 bis 2000 war er stellvertretender Botschafter in Kiew, von 2000 bis 2005 stellvertretender Leiter der Politischen Abteilung der niederländischen Vertretung in Moskau. Im September 2005 trat er seinen Dienst als Botschafter seines Heimatlandes in Georgien an. Bis Mai 2009 vertrat er die Niederlande in Tiflis. Er vertrat hierbei von Tiflis aus auch die Interessen der Niederlande in Armenien.

### Angriff in Moskau
Während Elderenbosch stellvertretender Botschafter der Niederlande in Moskau war, wurde er am 15. Oktober 2013 von Unbekannten in seiner Wohnung angegriffen, gefesselt und misshandelt. Die Angreifer verwüsteten zusätzlich die Wohnung und hinterließen einen mit Lippenstift gemalten Schriftzug „LGBT“ Die Niederlande bestellten daraufhin den russischen Botschafter in Den Haag ein. Zum Zeitpunkt des Überfalls galten die Beziehungen zwischen Moskau und Den Haag schon als belastet. So setzten sich die Niederlande für die Freilassung der Besatzungsmitglieder des unter niederländischer Flagge fahrenden Greenpeace-Schiffes Arctic Sunrise ein und ein russischer Diplomat war kurz zuvor unter Verletzung der diplomatischen Immunität versehentlich in den Niederlanden festgenommen worden.
Seine Position in Moskau hatte er noch bis 2014 inne, bevor er zur Repräsentanz der Niederlande beim Europäischen Rat wechselte.